# مؤسسه چشم باسکوم پالمر
موسسه چشم باسکوم پالمر (به انگلیسی: Bascom Palmer Eye Institute) بیمارستانی در کشور ایالات متحده آمریکا است که در سال ۱۹۶۲ میلادی ساخته شده و دارای ۵۶ تخت است.